# Diocesi di Elide

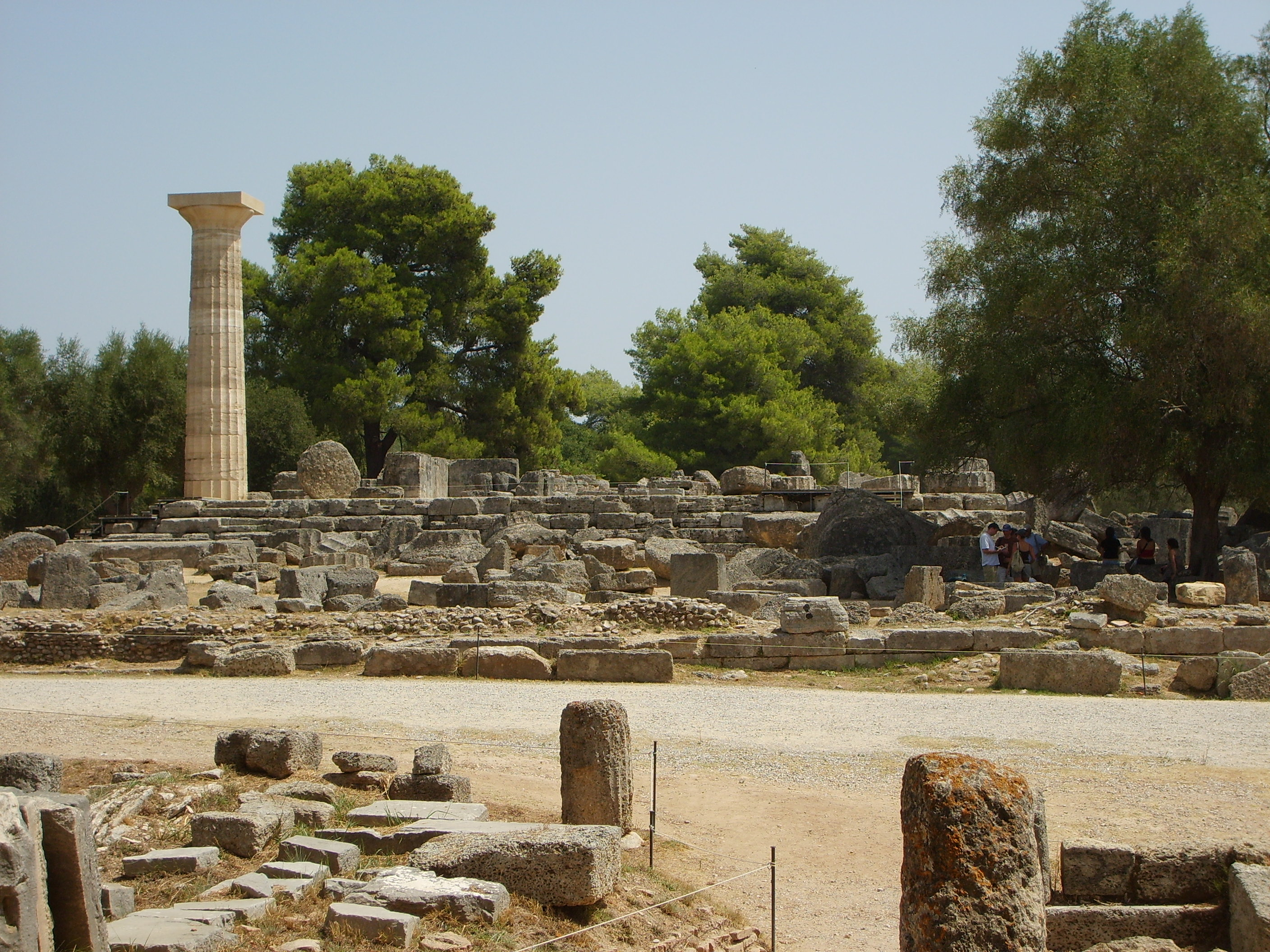
Rovine dell'antica Elide.

La diocesi di Elide (in latino: Dioecesis Elidensis) è una sede soppressa e sede titolare della Chiesa cattolica.

## Storia
Elide è un'antica sede vescovile del Peloponneso in Grecia, suffraganea dell'arcidiocesi di Patrasso nel patriarcato di Costantinopoli.
La sede non appare in nessuna antica Notitia Episcopatuum del patriarcato, probabile indizio che la diocesi scomparve ben presto. Michel Le Quien attribuisce a Elide un solo vescovo, Dionisio, che avrebbe preso parte al concilio di Sardica.
Dal 1933 Elide è annoverata tra le sedi vescovili titolari della Chiesa cattolica; la sede è vacante dal 22 maggio 1987.

## Cronotassi dei vescovi greci
- Dionisio † (menzionato nel 344)

## Cronotassi dei vescovi titolari
- Cutbert Martin O'Gara, C.P. † (28 maggio 1934 - 11 aprile 1946 nominato vescovo di Yuanling)
- George Brunner † (22 giugno 1946 - 4 aprile 1956 nominato vescovo di Middlesbrough)
- John Joseph Carberry † (3 maggio 1956 - 20 novembre 1957 succeduto vescovo di Lafayette in Indiana)
- Émile André Jean-Marie Maury † (20 dicembre 1957 - 8 luglio 1959 nominato arcivescovo titolare di Laodicea di Frigia)
- Gellért Belon † (23 settembre 1959 - 22 maggio 1987 deceduto)